# Spa (salut)

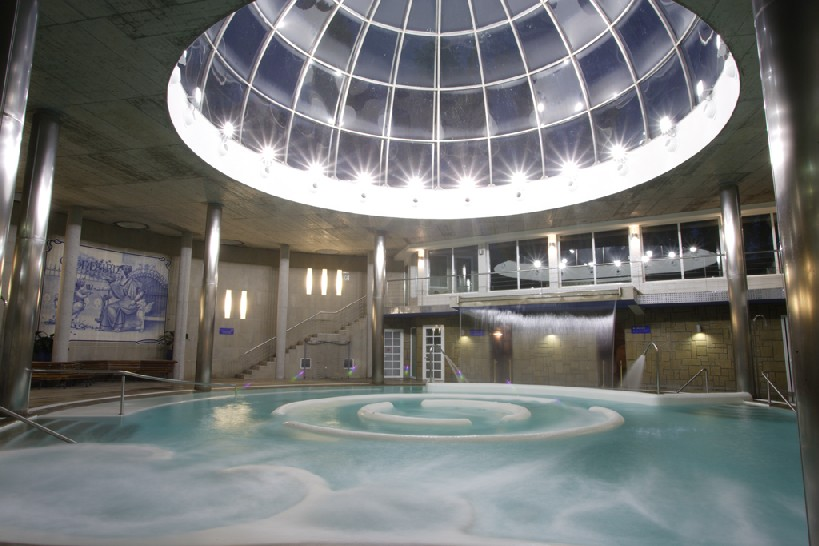
El Palau de l'Aigua al Balneari de Mondariz (Galícia)

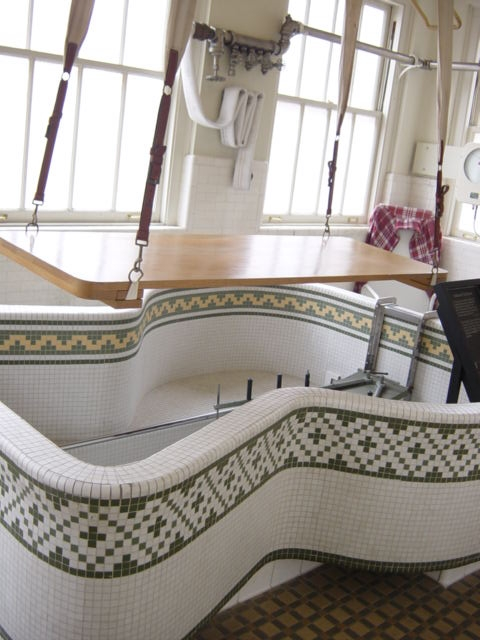
Detall d'un spa a Hot Springs, Arkansas

Un spa és un establiment de salut que ofereix tractaments, teràpies o sistemes de relaxació, utilitzant com a base principal l'aigua. No hi ha un origen cert de la paraula "spa". Alguns ho atribueixen al poble belga de Spa, que era conegut en l'època romana pels seus banys, mentre que altres especulen que ve de l'acrònim en llatí de la frase " salutem  per  aquam", és a dir, "salut mitjançant l'aigua". També es coneix com a spa a una piscina amb aigua calenta amb diferents broquets per hidromassatge, amb sistema d'il·luminació per cromoteràpia i algunes, incorporen un sistema d'inducció de fragàncies per a proveir aromateràpia a l'aigua. La diferència principal entre un spa i un balneari o termes és que en els primers l'aigua és de l'aixeta, mentre en els últims l'aigua té propietats minero-medicinals. Segons la RAE, el terme Spa és un topònim en el seu origen, el d'un centre termal situat a la província de Lieja (Bèlgica), famós per les propietats curatives de les seves aigües des de l'època romana. A partir del segle xvii - com documenta l'Oxford English dictionnary - es generalitza com a nom comú per font termal o establiment balneari en anglès, spa, i d'aquí s'estén a altres llengües. El seu ús en castellà és molt recent, de vegades amb majúscula inicial, i altres tot en majúscula spa, que alguns expliquen com un acrònim (salus per acquam). No hi ha motiu per emprar la majúscula, si s'ha lexicalitzat com nom comú, spa. En l'actualitat, es diu de tots aquells establiments d'oci i salut, on s'utilitzen teràpies amb aigua, en les modalitats de piscines, jacuzzis, hot tub, fangs, dolls i sauna sense que utilitzin aigües medicinals, en aquest cas es tractaria d'un balneari. El concepte amb el temps s'ha ampliat a altres tècniques com aromateràpia, massatges de diferents tipus i Reiki.